# États-Unis aux Jeux olympiques d'hiver de 1994
Cet article contient des informations sur la participation et les résultats des États-Unis aux Jeux olympiques d'hiver de 1994 qui ont eu lieu à Lillehammer en Norvège.

## Médailles
| Médaille | Nom                                                       | Sport                                | Épreuve               |
| -------- | --------------------------------------------------------- | ------------------------------------ | --------------------- |
| Or       | Tommy Moe                                                 | Ski alpin                            | Descente hommes       |
| Or       | Diann Roffe Steinrotter                                   | Ski alpin                            | Super-G femmes        |
| Or       | Cathy Turner                                              | Patinage de vitesse sur piste courte | 500 mètres femmes     |
| Or       | Dan Jansen                                                | Patinage de vitesse                  | 1 000 mètres hommes   |
| Or       | Bonnie Blair                                              | Patinage de vitesse                  | 500 mètres femmes     |
| Or       | Bonnie Blair                                              | Patinage de vitesse                  | 1 000 mètres femmes   |
| Argent   | Tommy Moe                                                 | Ski alpin                            | Super-G hommes        |
| Argent   | Picabo Street                                             | Ski alpin                            | Descente femmes       |
| Argent   | Nancy Kerrigan                                            | Patinage artistique                  | Individuel femmes     |
| Argent   | Elizabeth McIntyre                                        | Ski acrobatique                      | Bosses femmes         |
| Argent   | Randall Bartz John Coyle Eric Flaim Andrew Gabel          | Patinage de vitesse sur piste courte | Relais hommes 5 000 m |
| Bronze   | Amy Peterson                                              | Patinage de vitesse sur piste courte | 500 mètres femmes     |
| Bronze   | Karen Cashman Amy Peterson Cathy Turner Nikki Ziegelmeyer | Patinage de vitesse sur piste courte | Relais femmes 3000 m  |

## Résultats

### Ski alpin
- Chad Fleischer
  - Super-G : N'a pas terminé
  - Combiné hommes : N'a pas participé au slalom
- Megan Gerety
  - Descente femmes : 1 min 38 s 24 - 20e place
  - Super-G femmes : N'a pas terminé
- Matthew Grosjean
  - Slalom hommes : N'a pas terminé (2e manche)
- A.J. Kitt
  - Descente hommes : 1 min 46 s 82 - 17e place
  - Super-G hommes  : Disqualifié
- Hilary Lindh
  - Descente femmes : 1 min 37 s 44 - 7e place
  - Super-G femmes : 1 min 23 s 38 - 13e place
- Tommy Moe
  - Descente hommes : 1 min 45 s 75 -  Médaille d'or
  - Super-G hommes : 1 min 32 s 61 -  Médaille d'argent
  - Combiné hommes : 3 min 19 s 41 - 5e place
- Jeremy Nobis
  - Slalom géant hommes : 2 min 53 s 60 - 9e place
  - Slalom hommes : N'a pas terminé (2e manche)
- Shannon Nobis
  - Super-G femmes : 1 min 23 s 02 - 10e place
- Anne-Lise Parisien
  - Slalom géant femmes : 2 min 36 s 44 - 13e place
- Julie Parisien
  - Slalom femmes : Disqualifiée
  - Combiné femmes : Disqualifiée
- Monique Pelletier (en)
  - Slalom femmes : Disqualifiée
  - Combiné femmes : 3 min 38 s 79 - 24e place
- Harper Phillips
  - Slalom géant hommes : N'a pas terminé (2e manche)
- Casey Puckett
  - Slalom géant hommes : N'a pas terminé (1re manche)
  - Slalom hommes : 2 min 03 s 47 - 7e place
- Kyle Rasmussen
  - Descente hommes : 1 min 46 s 35 - 11e place
  - Super-G hommes : Disqualifié
  - Combiné hommes : 3 min 37 s 54 - 31e place
- Diann Roffe Steinrotter
  - Super-G femmes : 1 min 22 s 15 -  Médaille d'or
  - Slalom géant femmes : N'a pas participé (2e manche)
- Erik Schlopy
  - Slalom géant hommes : 3 min 10 s 00 - 34e place
  - Slalom hommes : N'a pas terminé (1re manche)
- Krista Schmidinger
  - Descente femmes : 1 min 38 s 76 - 27e place
- Carrie Sheinberg
  - Slalom femmes: 2 min 00 s 16 - 18e place
- Picabo Street
  - Descente femmes : 1 min 36 s 59 -  Médaille d'argent
  - Combiné femmes : 3 min 10 s 15 - 10e place
- Craig Thrasher
  - Descente hommes : 1 min 48 s 91 - 38e place
  - Combiné hommes : N'a pas participé au slalom
- Eva Twardokens
  - Slalom géant femmes : 2 min 34 s 41 - 6e place
  - Slalom femmes : N'a pas terminé (2e manche)
- Heidi Voelker
  - Slalom géant femmes : N'a pas terminée (2e manche)

### Biathlon
- Beth Coats
  - Sprint femmes 7,5 km : 29 min 24 s 3 (3 pénalités) - 51e place
  - 15 km femmes : 57 min 20 s 0 (4 pénalités) - 33e place
- Duncan Douglas
  - Sprint 10 km hommes : 33 min 29 s 2 (3 pénalités) - 65e place
- Jon Engen
  - 20 km hommes : 1 h 06 min 39 s 7 (4 pénalités) - 64e place
- Joan Guetschow
  - Sprint femmes 7,5 km : 29 min 26 s 7 (4 pénalités) - 52e place
  - 15 km femmes : 55 min 19 s 4 (1 pénalité) - 17e place
- Dave Jareckie
  - Sprint 10 km hommes : 33 min 15 s 6 (4 pénalités) - 64e place
- Mary Ostergren
  - Sprint femmes 7,5 km : 30 min 35 s 6 (4 pénalités) - 64e place
- Curt Schreiner
  - 20 km hommes : 1 h 07 min 41 s 6 (6 pénalités) - 65e place
- Joan Smith
  - Sprint femmes 7,5 km : 27 min 39 s 1 (2 pénalités) - 24e place
  - 15 km femmes : 54 min 46 s 7 (3 pénalités) - 14e place
- Laura Tavares
  - 15 km femmes : 57 min 04 s 3 (4 pénalités) - 32e place
- Curt Schreiner / Dave Jareckie / Jon Engen / Duncan Douglas
  - Relais 4 × 7,5 km : 1 h 35 min 43 s 7 (0 pénalités) - 14e place
- Beth Coats / Joan Smith / Laura Tavares / Joan Guetschow
  - Relais 4 × 7,5 km : 1 h 57 min 35 s 9 (3 pénalités) - 8e place

### Bobsleigh
- Jim Herberich / Chip Minton
  - Bob à deux : 3 min 33 s 41 - 14e place
- Brian Shimer / Randy Jones
  - Bob à deux : 3 min 32 s 85 - 13e place
- Brian Shimer / Bryan Leturgez / Karlos Kirby / Randy Jones
  - Bob à quatre : N'ont pas terminés
- Randy Will / Jeff Woodard / Joe Sawyer / Chris Coleman
  - Bob à quatre : 3 min 29 s 97 - 15e place

### Ski de fond
- John Aalberg
  - 10 km classique hommes : 27 min 02 s 3 - 45e place
  - 15 km poursuite libre hommes : 1 h 05 min 33 s 4 - 33e place
  - 30 km libre hommes : 1 h 21 min 45 s 1 - 43e place
- Luke Bodensteiner
  - 10 km classique hommes : 27 min 22 s 3 - 58e place
  - 15 km poursuite libre hommes : 1 h 06 min 53 s 0 - 45e place
  - 30 km libre hommes : 1 h 20 min 13 s 0 - 36e place
- Todd Boonstra
  - 10 km classique hommes : 26 min 56 s 3 - 41e place
  - 15 km poursuite libre hommes : 1 h 06 min 07 s 1 - 41e place
  - 50 km classique hommes : 2 h 20 min 41 s 0 - 39e place
- Ingrid Butts
  - 5 km classique femmes : 16 min 33 s 6 - 53e place
  - 10 km poursuite libre femmes : 48 min 39 s 6 - 50e place
- Ben Husaby
  - 10 km classique hommes : 27 min 11 s 3 - 52e place
  - 15 km poursuite libre hommes : 1 h 06 min 35 s 9 - 43e place
  - 50 km classique hommes : 2 h 23 min 37 s 3 - 53e place
- Nina Kemppel
  - 5 km classique femmes : 15 min 44 s 8 - 28e place
  - 10 km poursuite libre femmes : 46 min 21 s 8 - 31e place
  - 15 km libre femmes : 46 min 56 s 8 - 42e place
  - 30 km classique femmes : 1 h 32 min 55 s 3 - 27e place
- Suzanne King
  - 30 km classique femmes : 1 h 45 min 27 s 9 - 51e place
- Laura McCabe
  - 15 km libre femmes : 45 min 51 s 1 - 34e place
- Marcus Nash
  - 30 km libre hommes : 1 h 27 min 18 s 7 - 65e place
- Karen Petty
  - 5 km classique femmes : 16 min 52 s 5 - 59e place
  - 10 km poursuite libre femmes : N'a pas terminée
- Carl Swenson
  - 30 km libre hommes : 1 h 22 min 08 s 6 - 45e place
- Leslie Thompson
  - 5 km classique femmes : 16 min 08 s 0 - 40e place
  - 10 km poursuite libre femmes : 46 min 30 s 6 - 32e place
  - 15 km libre femmes : 46 min 10 s 3 - 37e place
- Pete Vordenberg
  - 50 km classique hommes : 2 h 22 min 53 s 1 - 49e place
- Justin Wadsworth
  - 50 km classique hommes : 2 h 19 min 49 s 1 - 35e place
- Laura Wilson
  - 15 km libre femmes : 45 min 59 s 9 - 35e place
  - 30 km classique femmes : 1 h 38 min 52 s 6 - 49e place
- Dorcas Wonsavage
  - 30 km classique femmes : 1 h 36 min 34 s 1 - 40e place
- John Aalberg / Ben Husaby / Todd Boonstra / Luke Bodensteiner
  - Relais hommes 4 × 10 km : 1 h 49 min 40 s 5 - 13e place
- Laura Wilson / Nina Kemppel / Laura McCabe / Leslie Thompson
  - Relais femmes 4 × 5 km : 1 h 02 min 28 s 4 - 10e place

### Patinage artistique
- Brian Boitano
  - Individuel hommes : 10,0 - 6e place
- Karen Courtland / Todd Reynolds
  - Couples : 20,5 - 14e place
- Scott Davis
  - Individuel hommes : 10,0 - 8e place
- Tonya Harding
  - Individuel femmes : 12,0 - 8e place
- Kyoko Ina / Jason Dungjen
  - Couples : 14,5 - 9e place
- Nancy Kerrigan
  - Individuel femmes : 2,5 -  Médaille d'argent
- Jenni Meno / Todd Sand
  - Couples : 8,0 - 5e place
- Elizabeth Punsalan / Jerod Swallow
  - Danse sur glace : 29,0 - 15e place

### Ski acrobatique
- Ann Battelle
  - Bosses femmes : 23,71 pts - 8e place
- Troy Benson
  - Bosses hommes : 24,86 pts - 8e place
- Eric Bergoust
  - Saut hommes : 210,48 pts - 7e place
- Tracy Evans
  - Saut femmes : 139,77 pts - 7e place
- Kris Feddersen
  - Saut hommes : 195,26 pts - 11e place
- Liz McIntyre
  - Bosses femmes : 25,89 pts -  Médaille d'argent
- Kristean Porter
  - Saut femmes : 91,14 pts - 20e place (qualification)
- Craig Rodman
  - Bosses hommes : 23,98 pts - 18e place (qualification)
- Sean Smith
  - Bosses hommes : 23,43 pts - 13e place
- Nikki Stone
  - Saut femmes : 143,86 pts - 13e place (qualification)
- Donna Weinbrecht
  - Bosses femmes : 24,38 pts - 7e place
- Trace Worthington
  - Bosses hommes : 23,79 pts - 19e place (qualification)
  - Saut hommes : 218,19 pts - 5e place

### Hockey sur glace

#### Compétition hommes
| Équipe 1   | Résultat | Équipe 2   |
| ---------- | -------- | ---------- |
| États-Unis | 4–4      | France     |
| États-Unis | 3–3      | Slovaquie  |
| États-Unis | 3–3      | Canada     |
| Suède      | 6–4      | États-Unis |
| États-Unis | 7–1      | Italie     |

Quart de finale
| Équipe 1 | Résultat | Équipe 2   |
| -------- | -------- | ---------- |
| Finlande | 6–1      | États-Unis |

Tour de consolation
| Équipe 1 | Résultat | Équipe 2   |
| -------- | -------- | ---------- |
| Tchéquie | 5–3      | États-Unis |

Match pour la 7e place
| Équipe 1  | Résultat | Équipe 2   |
| --------- | -------- | ---------- |
| Allemagne | 4–3      | États-Unis |

8e place
- Composition de l'équipe :
- Mike Dunham
- Garth Snow
- Ted Crowley
- Brett Hauer
- Chris Imes
- Peter Laviolette
- Todd Marchant
- Matt Martin
- Travis Richards
- Barry Richter
- Mark Beaufait
- Jim Campbell
- Peter Ciavaglia
- Ted Drury
- Peter Ferraro
- Darby Hendrickson
- Craig Johnson
- Jeff Lazaro
- John Lilley
- David Roberts
- Brian Rolston
- David Sacco
- Head coach : Tim Taylor

### Luge
- Bethany Calcaterra
  - Simple femmes : 3 min 18 s 005 - 12e place
- Mark Grimmette / Jonathan Edwards
  - Doubles hommes : 1 min 37 s 289 - 4e place
- Duncan Kennedy
  - Simple hommes : N'a pas terminé
- Cammy Myler
  - Simple dames : 3 min 17 s 834 - 11e place
- Robert Pipkins
  - Simple hommes : 3 min 24 s 580 - 16e place
- Wendel Suckow
  - Simple hommes : 3 min 22 s 424 - 5e place
- Chris Thorpe / Gordy Sheer
  - Doubles hommes : 1 min 37 s 296 - 5e place
- Erin Warren
  - Simple dames : N'a pas terminée

### Combiné nordique
- Ryan Heckman
  - Épreuve individuelle : + 8 min 07 s 8 - 29e place
- Dave Jarrett
  - Épreuve individuelle : + 8 min 22 s 5 - 36e place
- Todd Lodwick
  - Épreuve individuelle : + 5 min 13 s 3 - 13e place
- Tim Tetreault
  - Épreuve individuelle : + 8 min 09 s 1 - 30e place
- Todd Lodwick / Dave Jarrett / Ryan Heckman
  - Épreuve par équipe : + 13 min 15 s 6 - 7e place

### Patinage de vitesse sur piste courte
- John Coyle
  - 500 m hommes : 19e place
  - 1 000 m hommes : 19e place
- Eric Flaim
  - 500 m hommes : 25e place
  - 1 000 m hommes : 10e place
- Andy Gabel
  - 500 m hommes : 14e place
  - 1 000 m hommes : 9e place
- Amy Peterson
  - 500 m femmes :  Médaille de bronze
  - 1 000 m femmes : 13e place
- Cathy Turner
  - 500 m femmes :  Médaille d'or
  - 1 000 m femmes : 8e place
- Randy Bartz / John Coyle / Eric Flaim / Andy Gabel
  - Relais hommes 5 000 m :  Médaille d'argent
- Amy Peterson / Cathy Turner / Nikki Ziegelmeyer / Karen Cashman
  - Relais 3 000 m femmes :  Médaille de bronze

### Saut à ski
- Jim Holland
  - Individuel avec tremplin normal : 158,0 - 48e place
  - Individuel avec grand tremplin : 102,9 - 46e place
- Bob Holme
  - Individuel avec tremplin normal : 195,0 - 35e place
  - Individuel avec grand tremplin : 85,0 - 50e place
- Ted Langlois
  - Individuel avec tremplin normal: 197,0 - 33e place
  - Individuel avec grand tremplin : 135,2 - 35e place
- Randy Weber
  - Individuel avec tremplin normal : 170,5 - 44e place
  - Individuel avec grand tremplin : 69,7 - 53e place
- Greg Boester / Randy Weber / Ted Langlois / Kurt Stein
  - Par équipe (grand tremplin) : 505,0 - 11e place

### Patinage de vitesse
- Chantal Bailey
  - 1 000 m femmes : 1 min 23 s 52 - 31e place
  - 1 500 mètres femmes : 2 min 09 s 68 - 27e place
  - 3 000 mètres femmes : 4 min 34 s 64 - 22e place
- Dave Besteman
  - 500 m hommes : 37 s 68 - 27e place
  - 1 000 m hommes : 1 min 15 s 62 - 30e place
- Bonnie Blair
  - 500 m femmes : 39 s 25 -  Médaille d'or
  - 1 000 m femmes : 1 min 18 s 74 -  Médaille d'or
  - 1 500 mètres femmes : 2 min 03 s 44 - 4e place
- KC Boutiette
  - 1 500 mètres hommes : 2 min 00 s 59 - 39e place
- Peggy Clasen
  - 500 m femmes : 41 s 13 - 23e place
- Dave Cruikshank
  - 500 m hommes : 37 s 37 - 19e place
- Brendan Eppert
  - 1 000 m hommes : 1 min 16 s 07 - 35e place
- Dan Jansen
  - 500 m hommes : 36 s 68 - 8e place
  - 1 000 m hommes : 1 min 12 s 43 -  Médaille d'or
- Michelle Kline
  - 500 m femmes : Disqualifiée
  - 1 000 m femmes : 1 min 22 s 44 - 24e place
  - 1 500 mètres femmes : 2 min 08 s 02 - 20e place
- Nate Mills
  - 500 m hommes : 37 s 41 - 20e place
  - 1 000 m hommes : 1 min 15 s 11 - 21e place
  - 1 500 mètres hommes : 1 min 58 s 43 - 37e place
- Chris Scheels
  - 3 000 mètres femmes : 4 min 34 s 14 - 21e place
- Kristen Talbot
  - 500 m femmes : 41 s 05 - 20e place
- Dave Tamburrino
  - 1 500 mètres hommes : 1 min 55 s 78 - 22e place
- Brian Wanek
  - 1 500 mètres hommes : 1 min 57 s 09 - 32e place
  - 5 000 mètres hommes : 7 min 05 s 95 - 30e place
- Christine Witty
  - 1 000 m femmes : 1 min 22 s 42 - 23e place
- Angela Zuckerman
  - 1 500 mètres femmes : 2 min 08 s 43 - 21e place
  - 3 000 mètres femmes : 4 min 33 s 08 - 19e place